# 最後通牒
最後通牒（拉丁語：Ultimatum），是指一个团体向另一个团体提出的最后的条件，是一种最高威胁：表明或意隐含着如果条件不被接受就以严厉的惩罚相威胁的声明，尤指在外交谈判中这样的声明。中文早期亦有按音譯成「哀的美敦書」，其語源為拉丁语中「最後一個」。外交上的最後通牒通常是沒有談判餘地的最後要求。如果最後通牒不被接納，下一步就是严厉的制裁，甚至是宣战。有时候，有意宣戰的國家會以最後通牒為開戰手段。這些通牒一般含有較苛刻的條款，而開立者知道對方是不會全盤接受的。導致第一次世界大戰爆發、由奧匈帝國向塞爾維亞王國發出的七月最後通牒（通牒被無視）；以及1939年3月納粹德國对立陶宛發出交還梅梅爾的最後通牒（通牒被接受）即屬此類。
中华人民共和国最严重的外交警告是“勿谓言之不预也”，被广泛视为其动用武力或者更广泛意义上准备开战的信号。